# Шосе Сіддгартха H10
Шосе Сіддгартха (неп. सिद्धार्थ राजमार्ग, також відома як H10, тепер перейменована на NH 047) — головна автомагістраль у Непалі, яка з'єднує регіон Тераї на півдні Непалу з гірським регіоном на півночі Непалу. Шосе починається на кордоні Непалу та Індії поблизу Сіддхартханагара і закінчується в Покхарі. Це шосе перетинається зі східно-західним шосе Махендра в Бутвалі.
Будівництво шосе було розпочато в 1964 році і завершено в 1971 році. Воно було урочисто відкритий королем Бірендрою 9 травня 1972 р. CE (25 Baisakh 2029 BS) у Покхарі. Він був побудований за сприяння Індії. Магістраль складається приблизно з 34 мости з найдовшим мостом через річку Калі Гандакі в Рамді. Свою назву магістраль отримала від імені Сіддгартхи Гаутама (Гаутама Будда). Шосе було профінансовано урядом Індії.

## Опис маршруту

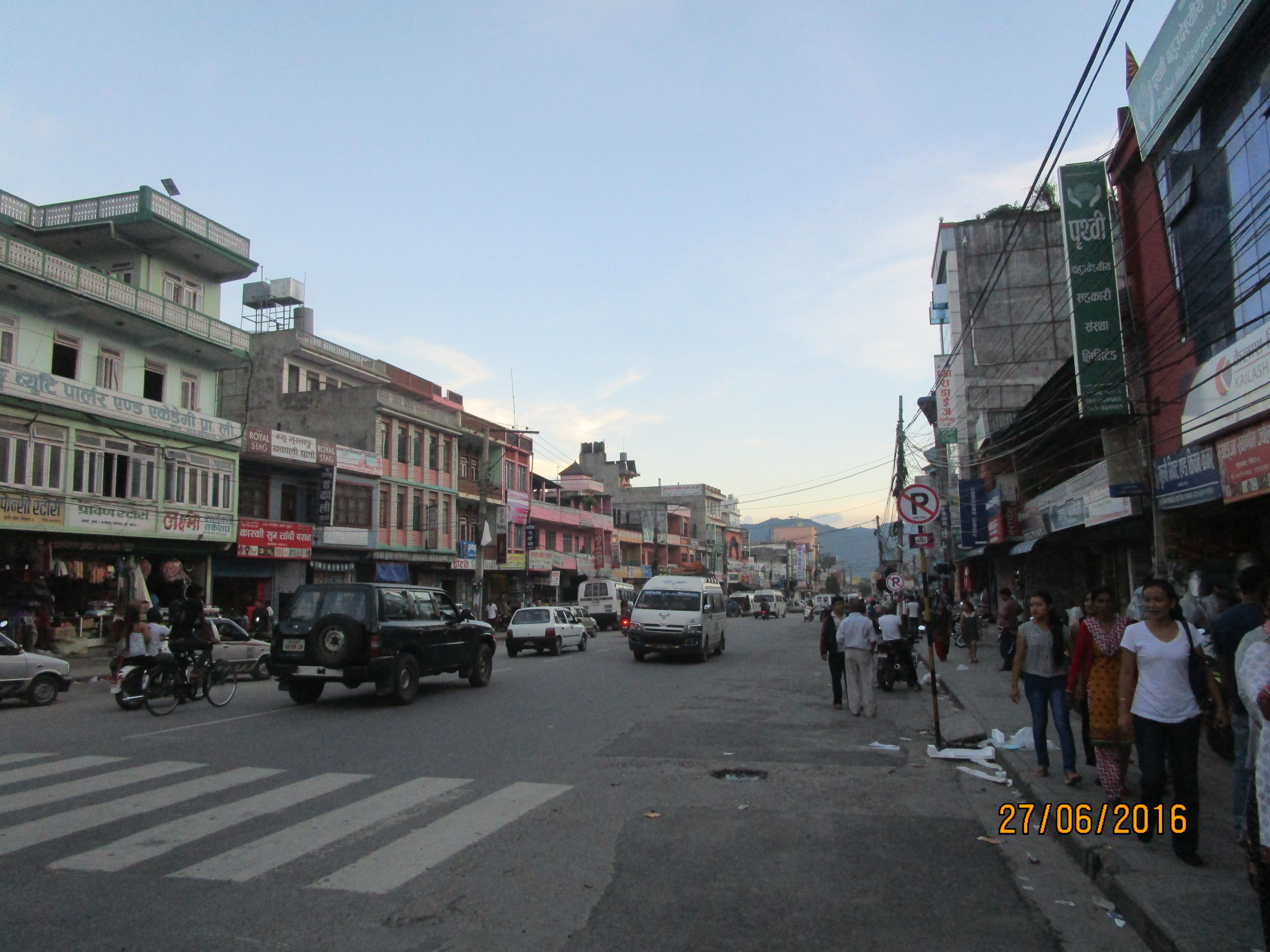
Шосе Сіддгартха

Довжина шосе 181 км. Основними поселеннями на шосе є Сіддхартханагар, Бутвал, Тансен, Валінг, Путалібазар, Сянджа та Покхара.

Ділянка цієї дороги Бутвал–Палпа складається з скелястої місцевості та частих каменепадів, які іноді спричиняють аварії зі смертельними наслідками.

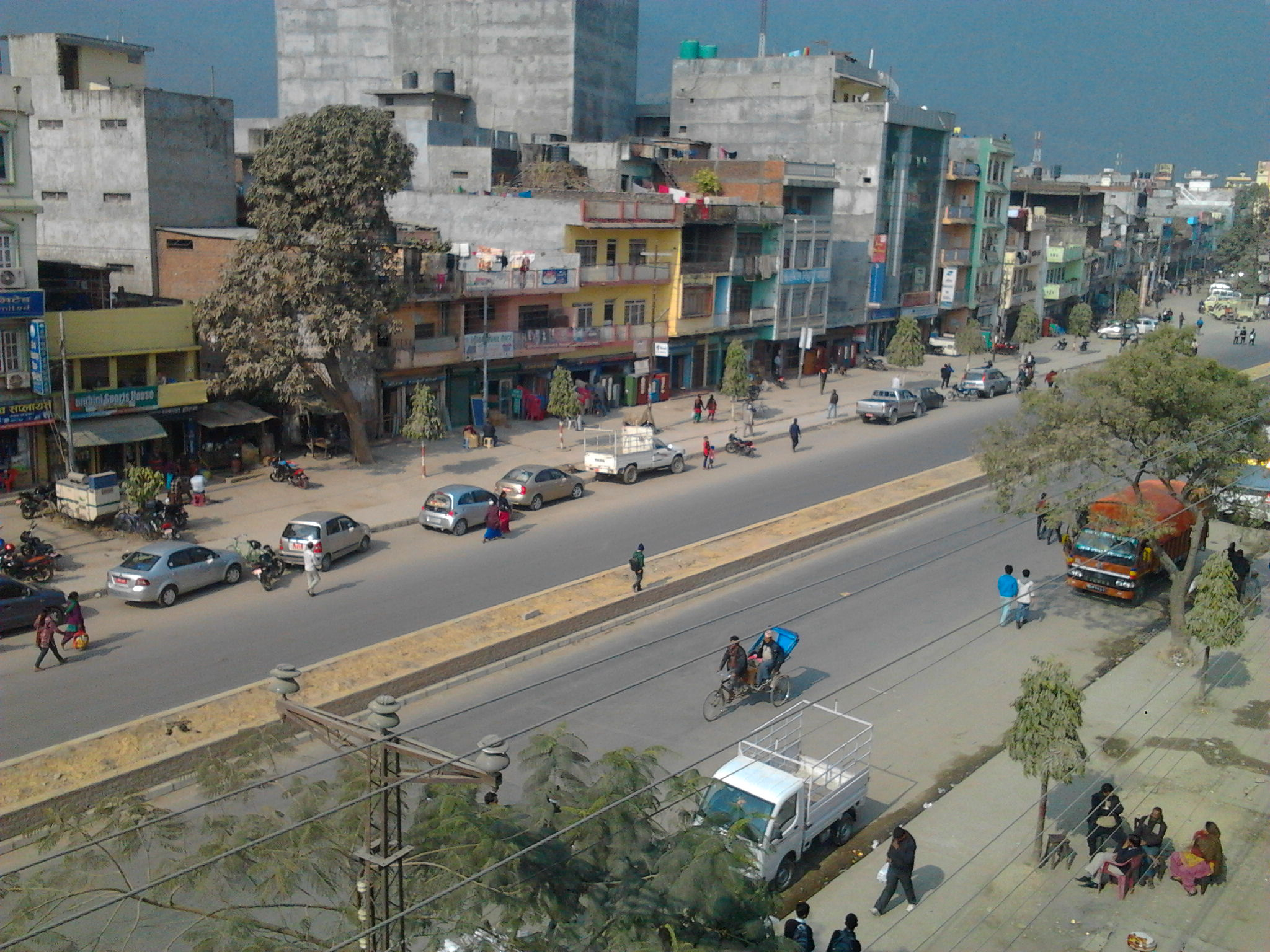
Бутвал
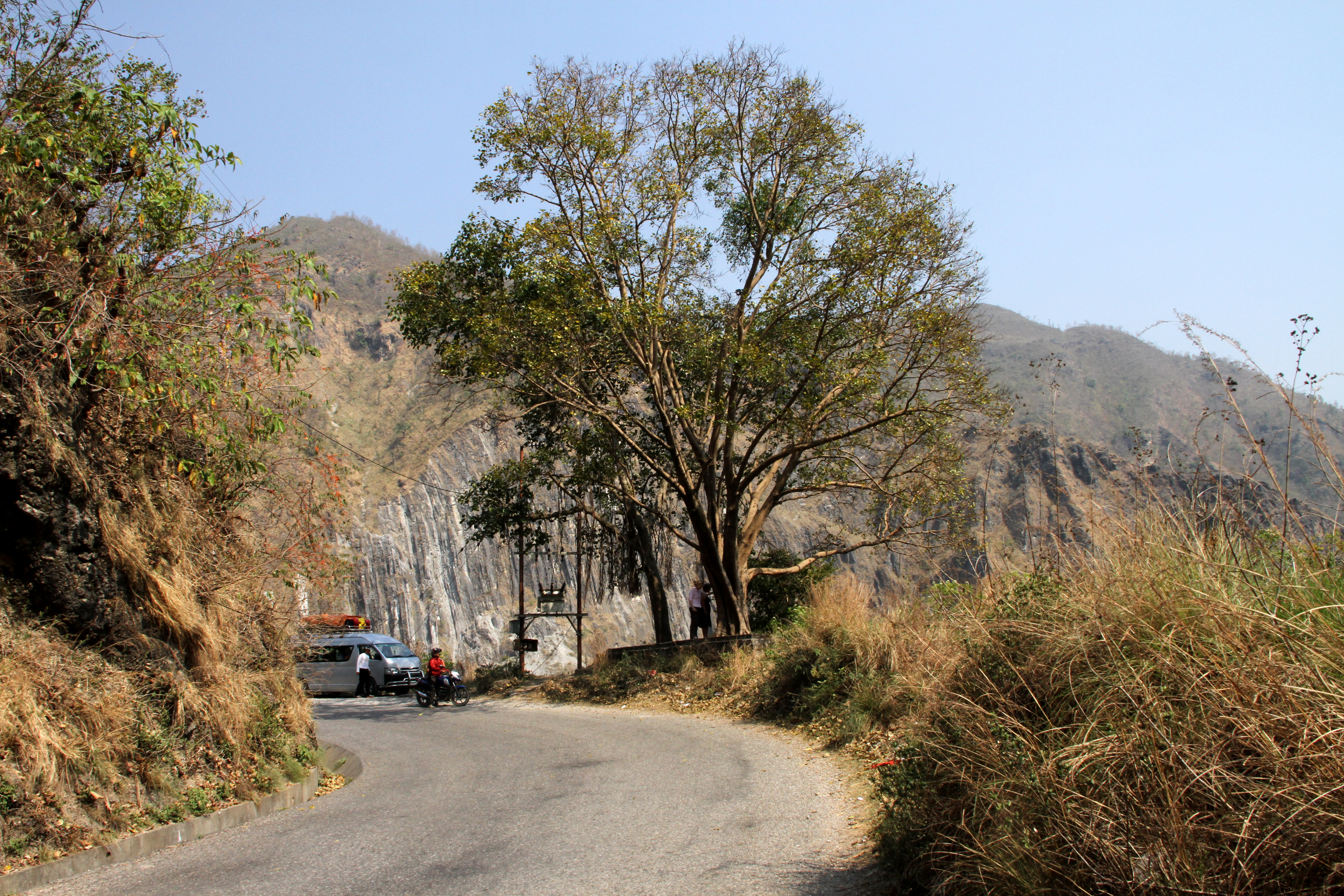
Шосе Сіддгартха біля Тансена
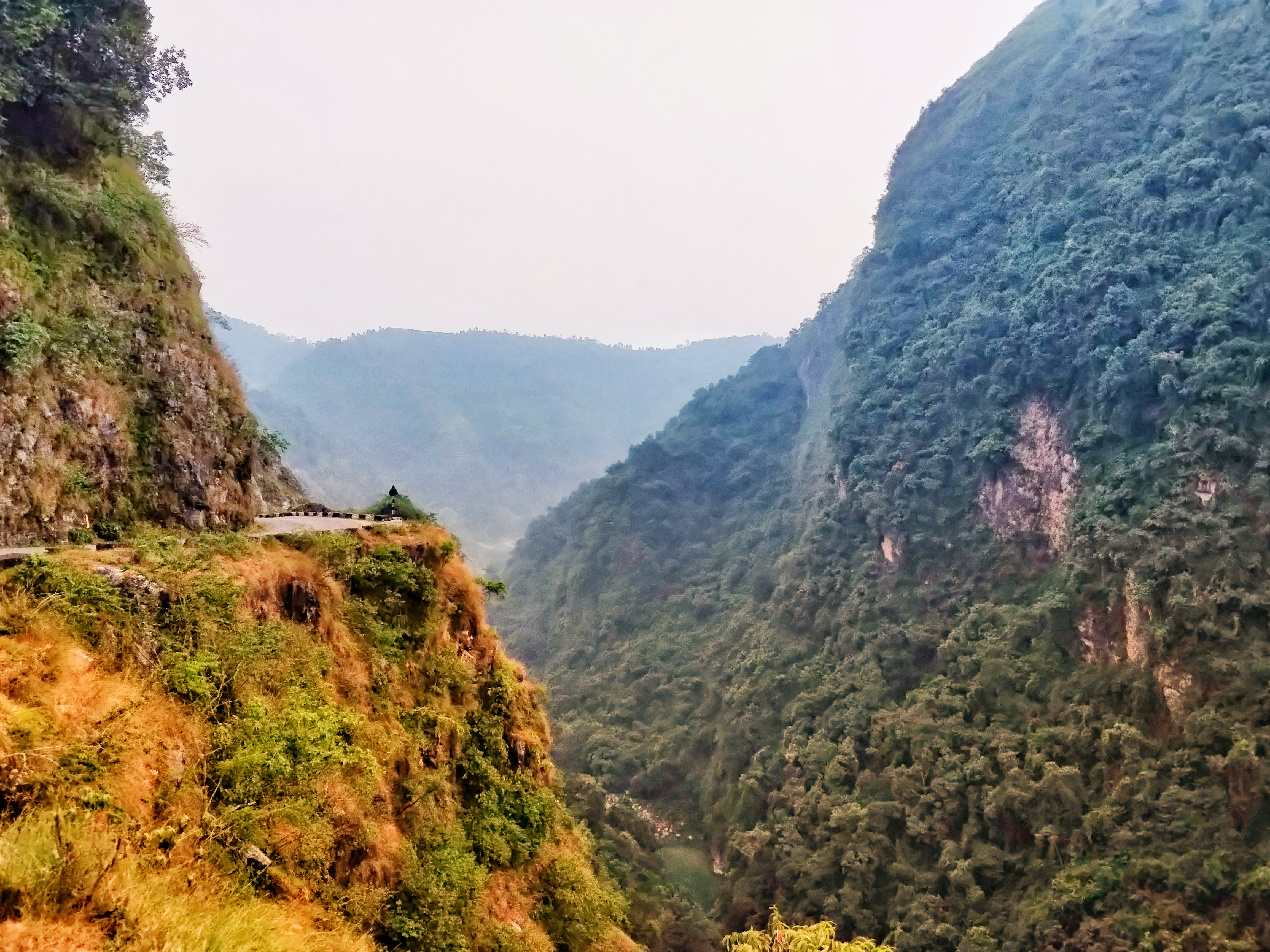
Шосе Сіддгартха біля Галянг
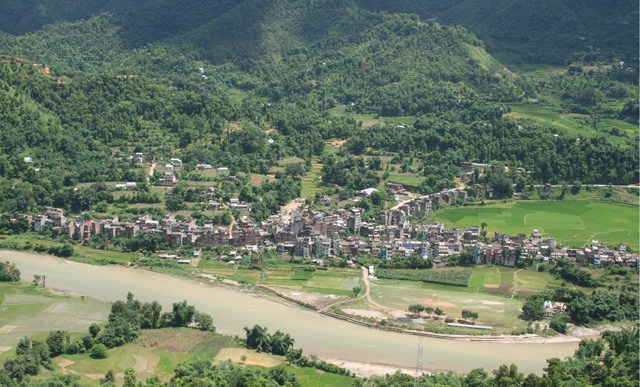
Валінг
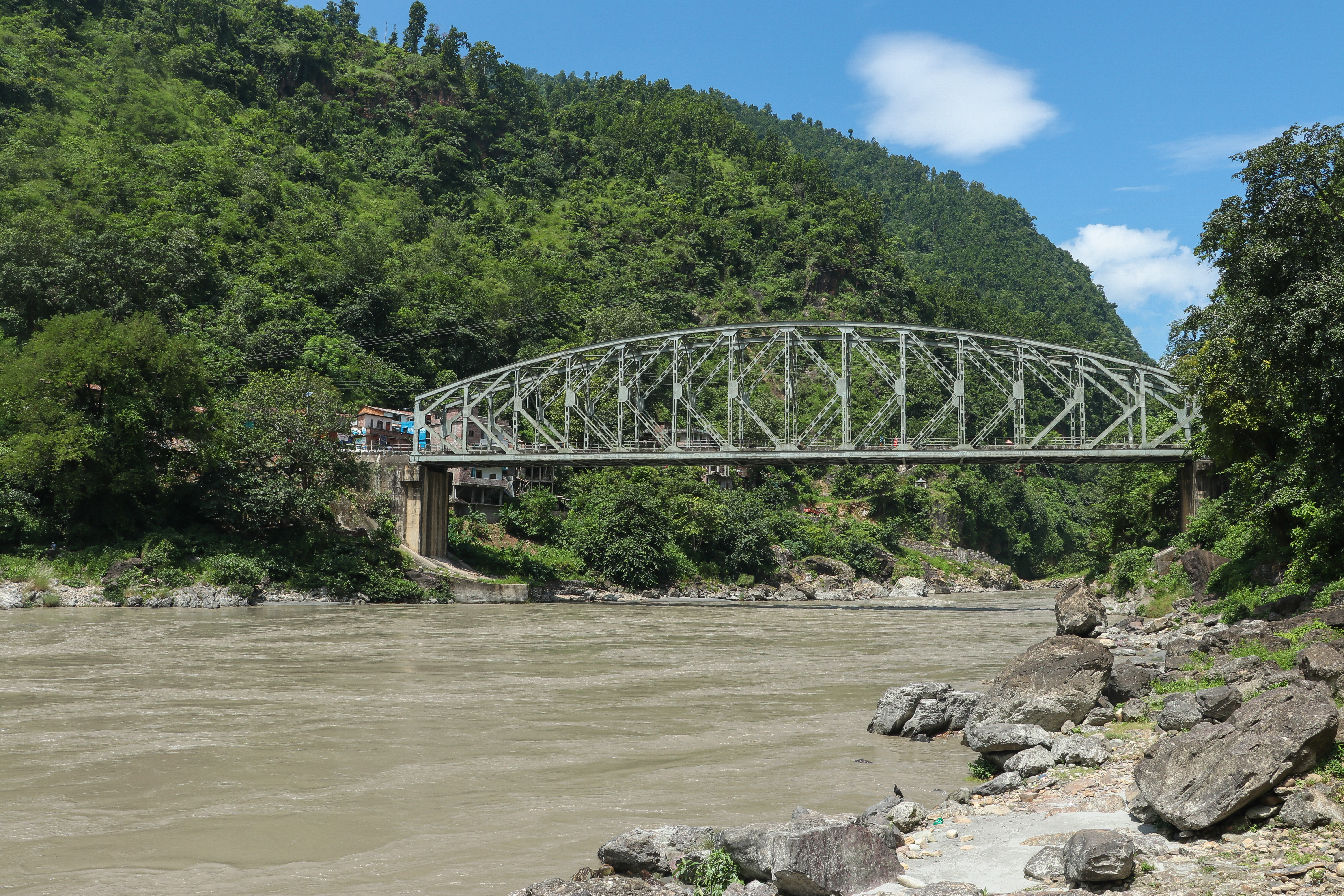
Міст через річку Калігандакі
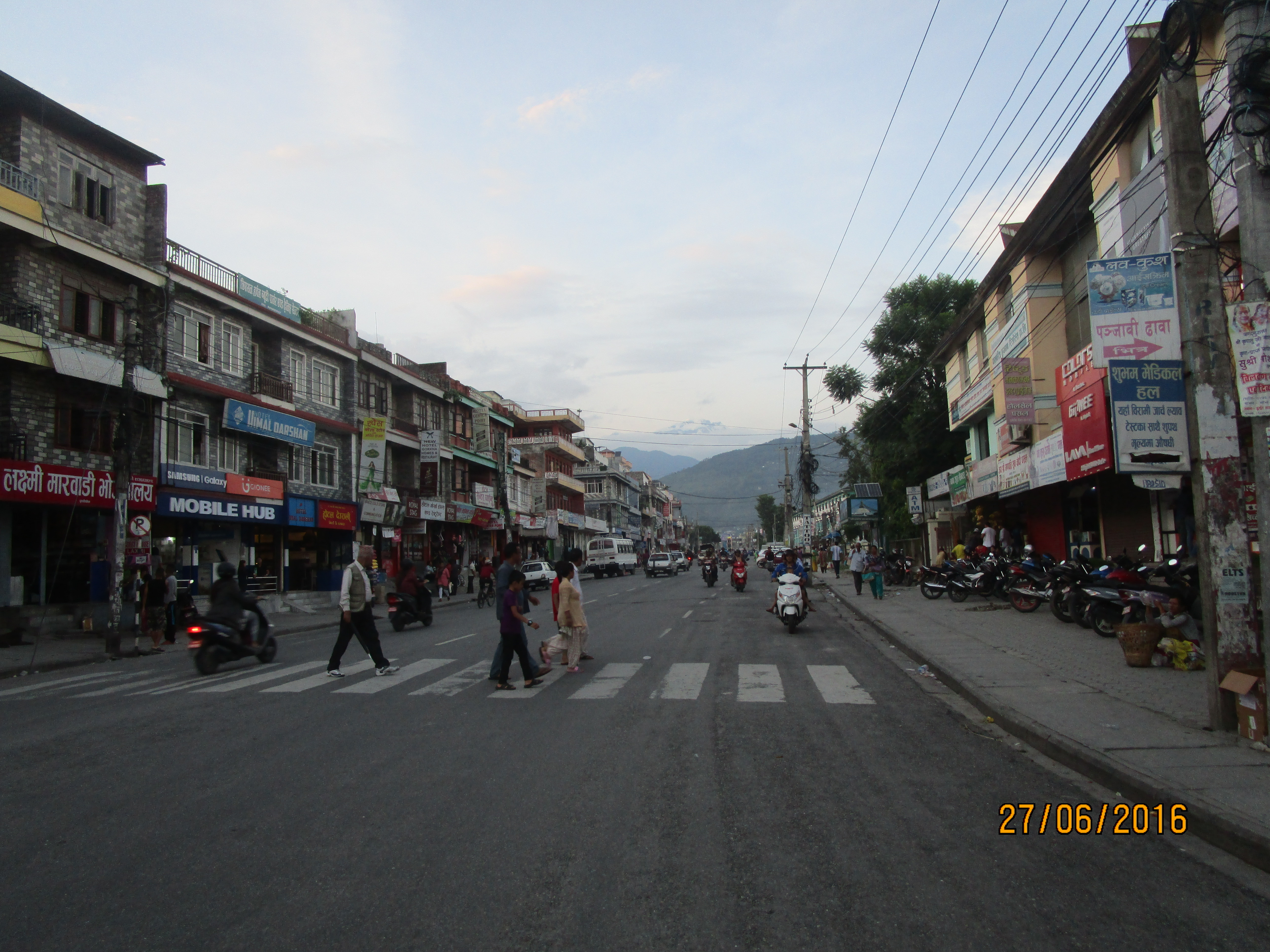
Покхара